# Fiume Powder
Il fiume Powder (in inglese Powder River, Páae-óˀheˀe nella lingua cheyenne) è un fiume degli Stati Uniti d'America che scorre nel versante orientale delle Montagne Rocciose, nel nord-est del Wyoming e nel sud-est del Montana. Il fiume, che è lungo 604 km, drena un'area storicamente conosciuta come la regione del fiume Powder ed è uno dei principali affluenti del fiume Yellowstone.

## Geografia
Il fiume Powder, così chiamato per la sabbia sottile simile a polvere che il vento solleva lungo le sue sponde, ha origine sul grande altopiano a est dei Monti Bighorn nella parte settentrionale del Wyoming. Il fiume è formato dalla confluenza di tre rami (North Fork, Middle Fork e South Fork) che si riuniscono nei pressi della cittadina di Kaycee. Dopo aver percorso un breve tratto in direzione est, il fiume punta decisamente a nord e scorre lungo la contea di Johnson, poi in quella di Sheridan ed infine nella contea di Campbell prima di raggiungere il confine con il Montana.
In Montana, dopo aver attraversato la contea che porta il suo stesso nome, all’altezza di Broadus (l’unica città che incontra durante il suo percorso) riceve da destra le acque del Little Powder Creek. Entra nella contea di Custer e riceve da sinistra il Mizpah Creek per poi proseguire la sua corsa verso nord e confluire nello Yellowstone River, 10 km ad ovest della cittadina di Terry, nella contea di Prairie.

## Fatti storici
La regione del Powder River storicamente è sempre appartenuta alla nazione Crow, tuttavia verso la metà del XIX secolo anche Sioux, Cheyenne settentrionali ed Arapaho cominciarono ad usare quelle pianure come loro territorio preferito di caccia. Subito dopo l’apertura del Bozeman Trail nel 1863, il crescente afflusso di cercatori d’oro, che erano attratti dai ricchi campi auriferi del Montana, diede vita ai primi attacchi degli indiani contro le carovane che transitavano su quella pista. La situazione si inasprì e sfociò in un conflitto sanguinoso con la costruzione di Fort Connor (agosto 1865), poi rinominato Fort Reno nel novembre di quello stesso anno. Il forte fu costruito all’incrocio del fiume Powder con la pista Bozeman durante la spedizione militare condotta dal generale Patrick Edward Connor contro Sioux, Cheyennes e Arapaho, spedizione che ebbe come esito una serie di scontri armati ricordati come le battaglie del Powder River (settembre 1865).
Il 17 marzo 1876, all’inizio della grande campagna dell’esercito americano contro gli indiani ‘ostili’ la colonna del colonnello Joseph L. Reynolds sorprese e attaccò un accampamento di guerrieri Sioux e Cheyenne. Dopo una battaglia durata 5 ore, gli indiani respinsero i soldati e si diressero a nord verso l'area dell’attuale città di Ekalaka (Montana) dove si unirono a Cavallo Pazzo e alla sua gente. Questo attacco, che gli storici chiamano la battaglia del Powder River del 1876, fece da prodromo a tutta una serie di scontri, più o meno cruenti, che si svolsero in quella regione in un arco di tempo di diciotto mesi e che raggiunsero l’acme il 25 giugno di quell'anno con la battaglia del Little Bighorn.
Alla fine del XIX secolo la valle del Powder River fu utilizzata come corridoio per il transito delle mandrie di bestiame che dal Texas erano destinate a raggiungere il Montana.